# Anna van Foix-Candale
Anna van Foix-Candale (1484 - Boeda, 26 juli 1506) was van 1502 tot aan haar dood koningin-gemalin van Bohemen en Hongarije. Ze behoorde tot het huis Foix-Candale.

## Levensloop
Anna was een dochter van graaf Gaston II van Foix-Candale en diens eerste echtgenote Catharina van Foix, dochter van graaf Gaston IV van Foix en koningin Eleonora I van Navarra. Ze groeide op aan het Franse koninklijke hof in Blois.
Er werd voor haar een politiek huwelijk gepland met koning Wladislaus II van Bohemen en Hongarije, die naar een echtgenote zocht die hem mannelijke nakomelingen kon baren. Omdat Anna nauwe banden had met de Franse koninklijke familie, werd ze als een goede partij gezien die een machtige alliantie tussen Frankrijk, Bohemen en Hongarije tot stand kon brengen. In 1500 verloofde Wladislaus II zich met Anna en in 1501 werd hun huwelijkscontract ondertekend. In 1502 huwde ze met de handschoen met Wladislaus aan het Franse koninklijk hof in Blois. 
Op 29 september 1502 vond in Székesfehérvár het officiële huwelijk tussen Anna en Wladislaus plaats. Dezelfde dag werd ze gekroond tot koningin van Hongarije en Bohemen. Als koningin genoot ze een grote populariteit, maar haar zwangerschappen verwoestten haar gezondheid. In juli 1506 overleed Anna op 22-jarige leeftijd in Boeda, drie weken na de geboorte van haar zoon Lodewijk aan complicaties die ze aan de bevalling had overgehouden.

## Nakomelingen
Anna en Wladislaus II kregen twee kinderen:
- Anna (1503-1547), huwde in 1521 met keizer Ferdinand I van het Heilige Roomse Rijk
- Lodewijk II (1506-1526), koning van Hongarije en Bohemen